# Pokémon Emerald
Pokémon Emerald Version (яп. ポケットモンスター エメラルド Покэтто Монсута: Эмэрарудо, «Покемон: Изумрудная версия») — японская ролевая игра из серии Pokémon, разработанная студией Game Freak и изданная совместно Nintendo и The Pokémon Company на портативной игровой системе Game Boy Advance. Игра является дополненной версией игр Pokémon Ruby и Sapphire, вышедших двумя годами ранее. Как и Pokémon Crystal, Emerald включает в себя много нововведений, которых не было в оригинальных играх.
По сравнению с предыдущими играми геймплей почти не изменился; в распоряжение игроку даётся главный герой — мальчик или девочка, так же, как это было в предыдущих играх серии. Прежними остались и цели игры: поймать всех доступных покемонов и победить лучших тренеров региона — так называемую Элитную четвёрку. Основная сюжетная линия включает борьбу с местными криминальными организациями, стремящемися получить контроль над регионом.
В 2005 году игра стала второй по объёмам продаж в Северной Америке. Кроме того, она стала вторым по объёмам продаж бестселлером для Game Boy Advance, уступив только оригинальным Ruby и Sapphire. Emerald стала финальной игрой основной серии, вышедшей на консолях линейки Game Boy.

## Геймплей

Брендан и Мэй, персонажи, за которых можно играть в Pokémon Emerald

В Emerald используется вид от третьего лица. В начале игры предлагается выбрать пол персонажа и дать ему любое имя. По умолчанию персонажа-девочку зовут Мэй, а мальчика Брендан, хотя игрок имеет возможность переименовать героев по своему усмотрению. Соперник будет противоположного пола выбранному персонажу: если выбрать девочку, соперником выступит мальчик Брендан, так же и с Мэй. Процесс игры протекает на трёх игровых экранах: карта мира, по которой путешествует персонаж; экран сражения, где происходит бой между покемонами; и экран меню, где игрок просматривает свой инвентарь, организует команду покемонов и меняет настройки.
Игрок использует своих покемонов для сражений с другими покемонами. Когда игрок сталкивается с диким покемоном или начинает бой с другим тренером, игра переключается в режим сражения. Бой происходит в пошаговом режиме. Во время боя игрок может приказать своему покемону использовать ту или иную способность, применить на покемонов предметы из инвентаря, заменить одного сражающегося покемона другим или попытаться убежать (последнее невозможно во время боя с тренерами). За ход можно сделать лишь одно действие из этого списка, после чего право хода переходит к противоположной стороне. Каждый покемон относится к какому-либо типу (англ. Type), например, к огненному, водному, электрическому и др., также покемоны могут принадлежать сразу к двум типам, сочетая некоторые их особенности. От этого нередко зависит исход боя, например, покемон огненного типа может одержать победу над более сильным покемоном, который относится к травяному типу, но сам, в свою очередь, будет уязвим для атак водных или каменных покемонов. У покемонов есть очки здоровья (HP), их количество уменьшается, если покемон получает урон. Когда они заканчиваются, покемон падает без сознания и не может больше драться, пока его не вылечат. Если покемон игрока побеждает другого покемона, то покемон-победитель получает очки опыта (EXP). После накопления достаточного количества очков опыта покемон поднимается на следующий уровень; также большинство покемонов при достижении определённого уровня эволюционируют (англ. Evolve) — преобразуются в более развитые формы. Однако эволюция некоторых покемонов может произойти и при других условиях, например, при использовании предмета или обмена данным покемоном с другим игроком.
Ловля покемонов — важная часть игрового процесса игр серии Pokémon. Во время боя с диким покемоном (покемонов других тренеров поймать нельзя) игрок может бросить в него покебол (англ. Poké Ball) — карманное устройство в форме шара для переноски покемонов любых размеров. Если покемон не вырвется из покебола, то он станет частью группы покемонов игрока. Если во время поимки в команде покемонов игрока, состоящей максимум из шести особей, нет места, то пойманный покемон переносится в специальное хранилище, откуда его можно в любой момент вернуть к игроку, заменив любым покемоном из команды. Успех поимки зависит от того, насколько силён дикий покемон, сколько у него осталось очков здоровья, а также насколько высок рейтинг поимки (англ. Catch Rate) выбранного покебола. Вероятность успеха повышается, если дикий покемон сильно измотан (то есть его HP снижен почти до нуля); тогда у него не будет сил выбраться из покебола. Также, чем слабее покемон, тем больше вероятность, что он не выйдет из покебола; либо можно использовать более дорогой покебол с более высоком рейтингом поимки. Конечная цель игры — заполнить весь покедекс, поймав, выменяв или развив все представленные в игре виды покемонов. Если игрок ловит покемона нового вида, то информация о нём попадает в покедекс. Эволюционировавшие (развитые) формы покемонов также считаются как вид, отличный от их предыдущих форм, поэтому некоторые виды покемонов можно получить только с помощью эволюции.

### Нововведения
Самое важное изменение коснулось сюжета: в отличие от Ruby и Sapphire, где одна из двух соперничающих команд была настроена к протагонисту враждебно, а вторая помогала ему, в Emerald и Команда Магма, и Команда Аква являются злодеями, которые в ходе преступной войны пробуждают Гроудона и Кайогра соответственно.
Хотя бои два на два были начиная с Ruby и Sapphire, в Emerald добавилась возможность объединения двух любых тренеров в сюжетной части игры для совместных сражений. Теперь после прохождения Элитной Четвёрки игрок может заново вызывать лидеров стадионов на бой, в том числе и на бой два на два. Картинки покемонов во время боя отныне анимированы, как это было в Pokémon Crystal. Одно из самых заметных нововведений — так называемый Боевой рубеж, расширенная версия Башни Сражений из Ruby и Sapphire, где можно поучаствовать в боях по особым правилам в семи различных дисциплинах.

### Совместимость с другими устройствами
Emerald обладает полной совместимостью с играми Pokémon Ruby, Sapphire, FireRed и LeafGreen. Возможна свободная игра между этими играми, однако из-за технических спецификаций Emerald не поддерживает взаимодействие с играми предыдущих поколений. Играть можно как и через традиционный кабель, так и через Wireless Adapter. Для полного прохождения обмен с другими игроками обязателен, так как в Emerald нет некоторых видов покемонов, которые есть в других играх. Собирать покемонов из предыдущих игр нужно для того, чтобы заполнить национальный покедекс, в котором содержится информация об абсолютно всех покемонах.
В игру можно полноценно играть и на Nintendo DS, так как она обладает обратной совместимостью с играми для Game Boy Advance, однако меняться покемонами будет нельзя. С другой стороны, только с помощью DS игрок может перенести пойманных покемонов в последующие игры серии Pokémon: Diamond, Pearl, Platinum, HeartGold и SoulSilver, если вставить в соответствующие разъёмы на консоли картридж с Emerald и карту памяти DS с одной из этих игр. Кроме того, некоторые покемоны в этих играх также будут доступны, только если в консоли одновременно запущены две игры.

## Сеттинг
Вымышленная вселенная представляет собой альтернативную современность, но вместо животных в этом мире обитают существа, внешне похожие на обычных зверей и обладающие при этом сверхъестественными способностями, — покемоны. Люди, называющиеся тренерами покемонов, ловят их и тренируют для участия в боях — бои покемонов в определённой степени напоминают спортивные состязания. В боях тренеры не участвуют, сражаются лишь покемоны соперников — их тренеры лишь дают им команды, какую атаку или способность им применить. Бои проходят до момента, пока один из соперников не падает без сознания или не сдаётся — до смерти схватки не происходят никогда. Люди и покемоны живут в мире, могут дружить между собой и жить вместе, добиваться совместных успехов и сражаться за добро. События игр Pokémon Ruby и Sapphire разворачиваются в Хоэнне, вымышленном регионе, внешне схожем с островом Кюсю в Японии. Регион включает девять больших городов и шесть маленьких городков с разными географическими условиями, соединённых между собой дорогами-«маршрутами» (англ. Routes). Как и в предыдущих играх серии, некоторые из них становятся доступными только после выполнения игроком определённых условий.
Как и в других играх серии Pokémon, повествование Ruby и Sapphire строго линейно; основные события разворачиваются в заранее заданном разработчиками порядке. Главный герой Ruby и Sapphire — ребёнок, который недавно переехал в городок Литтлрут. В начале игры он получает у профессора Бёрча одного из стартовых покемонов: Трико (англ. Treecko), Торчика (англ. Torchiс) или Мадкипа (англ. Mudkip). У профессора есть ребёнок, который тоже оказывается тренером покемонов, поэтому он становится соперником главного героя и время от времени будет устраивать с ним поединки. Две основные цели игры — победить Элитную четвёрку, чтобы стать новым чемпионом, и заполнить весь Покедекс (англ. Pokédex) — компьютер-энциклопедию о покемонах, поймав, развив или выменяв всех 386 покемонов.
В дополнение к победе над всеми Лидерами стадионов игрок может выполнять различные маленькие квесты и поручения неигровых персонажей либо попробовать поймать какого-нибудь легендарного покемона. Самый яркий дополнительный сюжет повествует о Команде Аква и Команде Магма, которые хотят с помощью покемонов изменить климат региона. В Ruby злодеями выступает Команда Магма, желающая с помощью легендарного покемона Гроудона осушить море вокруг Хоэнна; в Sapphire злодеи — Команда Аква, стремящаяся затопить Хоэнн водой с помощью легендарного покемона-кита Кайогра, который является антиподом Гроудона.

## Разработка
Первая информация о готовящейся игре появилась в апреле 2004 года, когда Дзюнъити Масуда объявил, что новая игра выйдет в Японии 16 сентября и будет называться Pokémon Emerald.

## Релиз и отзывы
| Сводный рейтинг    | Сводный рейтинг |
| Агрегатор          | Оценка          |
| ------------------ | --------------- |
| GameRankings       | 76,65 %         |
| Metacritic         | 76              |
| Иноязычные издания |                 |
| Издание            | Оценка          |
| 1UP.com            | 7/10            |
| EGM                | 7,17/10         |
| Game Informer      | 6,5/10          |
| GameSpot           | 7,5/10          |
| IGN                | 8/10            |
| Nintendo Power     | 3,5/5           |

Emerald удостоился в основном положительных отзывов. Игра имеет совокупный рейтинг 76,65 % на GameRankings. GameSpot остановился на оценке 7,5 из десяти; IGN дал ей рейтинг «Great» и оценил на восемь баллов из десяти возможных. Сайт Eurogamer присудил Emerald шесть баллов из десяти: «Это даже не наполовину обрезанное дополнение, а просто какая-то режиссёрской версия», но при этом похвалил разработчиков за более качественную графику по сравнению с Ruby и Sapphire, а также за более продолжительный и тяжёлый геймплей. Emerald был вторым по объёму продаж бестселлером в США в 2005 году; эта игра продалась тиражом в 6,32 млн копий, став третьей по объёму продаж игрой на Game Boy Advance. В ноябре 2005 года журнал Nintendo Power сообщил, что «суммарный объём продаж Pokémon Emerald превышает ценность изумруда размером с Нептун». В 2011 году было объявлено, что игра продаётся в Японии по настоящее время — только за один 2010 год продажи составили примерно 7724 картриджа.